# 鼠李叶花楸
鼠李叶花楸（学名：Sorbus rhamnoides）为蔷薇科花楸属的植物。分布于印度、锡金以及中国大陆的云南、贵州等地，生长于海拔1,400米至2,700米的地区，多生在深谷林地、潮湿丛林、林缘以及河旁，目前尚未由人工引种栽培。